# Cervià de Ter
Cervià de Ter és un municipi empordanès adscrit a la comarca del Gironès. El poble, en el seu conjunt, és una obra inclosa a l'Inventari del Patrimoni Arquitectònic de Catalunya.
El poble de Cervià, situat en un terreny pla, a uns 45 m d'altitud i a uns 700 m a l'esquerra del riu Ter, és dominat pel turó on s'aixequen les escasses restes de l'antic castell de Cervià, esmentat ja al segle x. El poble, que havia estat fortificat, conserva encara un portal d'entrada, i diverses cases gòtiques amb portals adovellats i, en alguns casos, finestres renaixentistes. A la plaça hi ha una torre de defensa, restaurada, amb un rellotge al capdamunt. Al carrer de l'Hospital hi ha l'edifici de l'antic hospital, avui ocupat per l'ajuntament. L'església parroquial de Sant Genís, esmentada ja al segle xi, és un edifici barroc del segle xviii, reconstruït després que fos destruït el 1936. A un extrem del poble hi ha l'antic priorat benedictí de Santa Maria, declarat monument historicoartístic.

## Geografia
- Llista de topònims de Cervià de Ter (Orografia: muntanyes, serres, collades, indrets..; hidrografia: rius, fonts...; edificis: cases, masies, esglésies, etc).

El terme municipal comprèn la plana al·luvial de vora el riu Ter i un sector muntanyós al nord, més accidentat, als contraforts de la serra que separa el Fluvià i el Ter. Aquest riu forma el límit meridional del terme de Cervià (que hi inclou diversos illots, en una zona en què el riu forma meandres) amb els de Bordils i Sant Joan de Mollet, aquest al SE.
A l'E limita amb Sant Jordi Desvalls, al N amb Viladasens. A l'W limita amb els municipis de Vilademuls, de la comarca del Pla de l'Estany, i amb Sant Julià de Ramis al SW.
Reguen el terme, a més del Ter, la riera de la Farga, que coincideix en part amb el límit SW, la riera de Cinyana i el torrent de l'Arner, afluents del Ter per l'esquerra.
El sector muntanyós és cobert per boscos de pins; al terme hi ha a més arbres de ribera (pollancres). El terme comprèn el cap de municipi, Cervià de Ter, i el poble de Raset (amb els veïnats de Dalt, de Baix i de les Sorreres), i també diverses masies. Travessa el terme la carretera local que parteix de la N-II prop de Medinyà i es dirigeix a Torroella de Montgrí, i hi ha carreteres menors que enllacen els nuclis de població. Vora el límit oriental del terme, una carretera local comunica el Veïnat de Baix i les Sorreres amb Viladasens.

## Història
Les primeres dades històriques es remunten a l'època romana. L'any 1981 va ser descoberta una vil·la romana, corresponent al s.III aC. L'any 922 ja hi ha notícia del castell de Cervià. Consta documentalment que el comte de Barcelona Ramon Borrell el cedí a Suñer Llobet, fundador del llinatge dels Cervià. Silvi, fill de Suñer, casat amb Adalets, funden l'any 1053 el monestir de Santa Maria de Cervià, la història del qual anirà molt lligada a la del poble. Els segles xiii i xiv hi ha un seguit de disturbis provocats pels nobles en la seva oposició al poder eclesiàstic. L'any 1467, durant la guerra civil catalana, la reina Joana Enríquez i Fernández de Córdoba encomana el castell i el poble de Cervià a Esteve Agramunt mentre duri la guerra. A partir del 1508 apareixen units en un sol senyor els castells de Cervià i de Medinyà a mans de Ramon Xammar, casat amb Narcisa de Cervià. L'arxiduc Carles d'Àustria va crear el 1707 el comtat de Cervià a favor de Ramon de Xammar Meca, el qual anirà passant als seus successors fins al 1812 en que les Corts de Cadis van suprimir els títols jurisdiccionals i el castell fou abandonat. Cervià de Ter tingué participació molt activa en les guerres de la Independència i carlins del segle xix.
Fins a la publicació del Reial Decret de 27 de juny de 1916 el municipi es deia simplement Cervià.
De caràcter tradicionalment rural, Cervià de Ter està ben comunicat, la carretera que surt de la N II i va fins a l'Estartit travessa la part més moderna del poble. Juntament amb un nucli històric força interessant, amb una forta empremta medieval, s'ha desenvolupat la zona més moderna amb xalets i cases unifamiliars. El terme municipal està format pel poble de Cervià de Ter i el seu agregat Raset.

## Demografia
| Entitat de població | Habitants (2023) |
| Cervià de Ter       | 803              |
| Raset               | 204              |
| Font: Idescat       |                  |

| 1497 | 1515 | 1553 | 1787 | 1887 | 1900 | 1920 | 1950 | 1970 | 2010 | 2024 |
| 54   | 60   | 44   | 356  | 892  | 782  | 821  | 766  | 628  | 895  | 997  |

## Llocs d'interès
- Monestir de Santa Maria de Cervià, antic priorat benedictí fundat el 1053.
- Castell de Cervià de Ter, situat en un turó que domina el poble, actualment restaurat. Es poden veure restes de parets de totes les estances, així com de la torre de l'homenatge i de les escales per on s'hi accedia, entre d'altres. Amb vistes des de les Medes a l'est, les Gavarres al sud i el castell de Sant Julià a l'oest.
- Església parroquial de Sant Genís, esmentada l'any 1053.